# Ausrüstungskombinat für Rinder- und Schweineanlagen
Der VEB Ausrüstungskombinat für Rinder- und Schweineanlagen war ein Hersteller von Anlagen und Fahrzeugen für die industrielle Rinder- und Schweineproduktion in der Deutschen Demokratischen Republik.
Die Betriebe des Kombinats fertigten Standausrüstungen für die Viehhaltung sowie Futteraufbereitungs- und Fütterungstechnik. Als Beispiele können Futter- und Tränkedosierer, Futtermischer, Buchten für Masttiere und Fütterungseinrichtungen genannt werden. Weiterhin wurden verschiedene Futterverteilungswagen gebaut.
Das Kombinat unterstand dem Ministerium für Land-, Forst- und Nahrungsgüterwirtschaft. Weitere zentralgeleitete Kombinate der DDR können in der Liste von Kombinaten der DDR eingesehen werden. Im Zuge der Wende und der anschließenden Wiedervereinigung wurde das Kombinat 1990 aufgelöst.

## Zugehörige Betriebe
Zum Kombinat gehörten 1990 die folgenden Betriebe:
- VEB Landtechnische Industrieanlagen Nauen; (Stammbetrieb)
- VEB Hochsilobau Werder
- VEB Landtechnische Industrieanlagen Cottbus
- VEB Landtechnische Industrieanlagen Havelberg
- VEB Landtechnische Industrieanlagen Kleinleipisch
- VEB Landtechnische Industrieanlagen Prenzlau
- VEB Landtechnischer Instandsetzungsanlagenbau Kleinleipisch
- VEB Landtechnischer Instandsetzungsanlagenbau Nauen
- VEB Landtechnischer Instandsetzungsanlagenbau Seehausen Altmark
- VEB Wissenschaftliches Zentrum Ferdinandshof